# CSI300指数
CSI300指数（英: CSI 300 Index、中: 沪深300指数）は、上海証券取引所と深圳証券取引所に上場している中国企業のA株の上位300銘柄のパフォーマンスを再現するように設計された、中証指数（中: 中证指数有限公司）が発表している時価総額加重型（浮動株基準）の株価指数。中国大陸のブルーチップ銘柄の株価指数とされている。
同様の50銘柄の物としてFTSE中国A50指数がある。

## 沿革
2005年4月8日より算出が開始された。2004年12月31日の指数を1,000として計算されている。

## 関連する株価指数
CSI100指数（上位100銘柄）とCSI200指数（上位101～300）があり、これらを合わせたものがCSI300指数である。その他、CSI500指数（CSI Smallcap 500 Index）、CSI700指数（CSI Small&Midcap 700 Index）、CSI800指数（CSI 800 Index）、CSI1000指数（CSI 1000 Index）などもある。
上記のうち、英語表記では全てCSIとなっているが、CSI300だけ中国語表記では沪深300で、それ以外はCSIを中证と表記する。

## ETF・先物
| コード                                   | レバレッジ | 年率  |
| ---------------------------------------- | ---------- | ----- |
| 82846                                    | 1倍        | 4.72% |
| 2024年11月末現在。人民元建て、配当込み。 |            |       |

東京証券取引所では下記 ETF が上場している。
- 上場インデックスファンド中国A株（パンダ）E Fund CSI300 (1322)[13]

米国では下記 ETF が上場している。
- Xtrackers Harvest CSI 300 China A-Shares ETF (NYSE Arca: ASHR)
- Direxion Daily CSI 300 China A Share Bull 2X Shares (NYSE Arca: CHAU) - レバレッジ 2倍
- Direxion Daily CSI 300 China A Share Bear 1X Shares (NYSE Arca: CHAD) - レバレッジ -1倍

香港証券取引所では下記 ETF が上場している。証券コードが4桁の物は香港ドル建てで、5桁の物は人民元建て。
- iShares Core CSI 300 ETF (2846, 82846)
- E Fund HK CSI 300 A-Share Index ETF (3100, 83100)
- Hang Seng Harvest CSI 300 Index ETF (3130, 83130)
- ChinaAMC CSI 300 Index ETF (3188, 83188)
- ChinaAMC CSI 300 Index Daily 2X Leveraged Product (7272)
- ChinaAMC CSI 300 Index Daily -1X Inverse Product (7373)
- CSOP CSI 300 Index Daily 2X Leveraged Product (7333)
- CSOP CSI 300 Index Daily -1x Inverse Product (7322)

先物は下記が上場している。
- 中国金融期貨交易所 - CSI 300 Index Futures（沪深300股指期货）[14]